# Risc
.

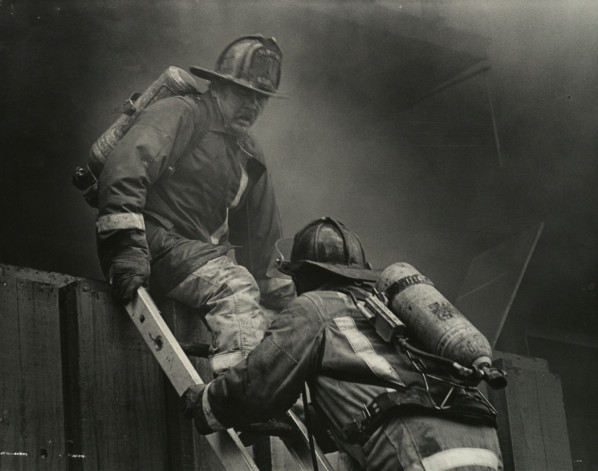
Pompierii sunt expuși la riscuri pe timpul stingerii incendiilor și prăbușire elementelor de construcție în timpul lucrului

Riscul este un concept care exprimă probabilitatea unor întâmplări negative și impactul acestora. Conform definiției Organizației Internațională pentru Standardizare (OISS) riscul este doar efectul pozitiv al incertitudinii asupra obiectivelor.Riscul implică incertitudinea cu privire la efectele sau implicațiile unei activități cu privire la ceva pe care oamenii îl prețuiesc(cum ar fi sănătatea, bunăstarea, bogăția, proprietatea sau mediul), concentrându-se adesea pe consecințe negative, nedorite.

## Etimologie
Originea termenului nu este clară. Cuvinte asemănătoare apar încă de pe vremea lui Homer. Apare „risicu” în Carta Picena (1193) cu referire la amenințările înfruntate de personaje, dar nu ca și termen comercial sau juridic. Noțiunea de risc comercial apare în Italia, în sec. XIII-sec. XIV. În secolul XVII, apare termenul de risc în Franța legat de vocabularul maritim. În 1670 apare în contextul asigurărilor de viață și de incendiu. Oxford English Dictionary citează cea mai veche utilizare a cuvântului în limba engleză (cu ortografia risque din francezul, 'risque' ) din 1621, și ortografia risk din 1655.

## Definiții
Acesta definește riscul ca fiind:
(Expunerea la) posibilitatea de pierdere, daune, sau alte circumstanțe neprielnice sau negative; o șansă sau situație care implică o astfel de posibilitate.
1. Riscul este un eveniment incert sau o condiție care, dacă apare, are un efect pe cel puțin una [proiect] obiectiv. (Această definiție, folosind terminologia proiectelor de terminologie, devine facil universală prin eliminarea referinței către proiecte).[4]
2. Probabilitatea de a se întâmpla ceva înmulțit cu costurile sau beneficiile dacă are loc. (Acest concept este cunoscut mai exact sub numele de „valoare așteptată” sau ca „factor de risc” și este folosit pentru a compara niveluri de risc)
3. Probabilitatea sau amenințarea unor daune, prejudicii, răspundere, pierderi, sau a oricărei alte întâmplări negative, care sunt cauzate de vulnerabilități externe sau interne vulnerabilități, și care pot fi evitate prin acțiune preventivă.
4. Finanțe: posibilitatea ca rentabilitatea reală a unei investiții să fie mai mică decât rentabilitatea așteptată.
5. Asigurări: O situație în care probabilitatea unei variabile (cum ar fi incendierea unei clădiri) este cunoscută, dar momentul, circumstanțele sau valoarea reală a întâmplării (dacă focul va avea sau nu loc la o anumită proprietate) nu este.{{nc}} Un risc nu este o incertitudine (caz în care nici probabilitatea, nici circumstanțele nu sunt cunoscute), un pericol (cauza prejudiciului) sau o amenințare (ceva ce face apariția unui pericol mult mai probabilă sau mai gravă).
6. Tranzacțiile cu titluri de valoare: probabilitatea de pierdere sau scădere în valoare. Riscul asociat tranzacționării este împărțit în două categorii generale: (1) riscul sistematic afectează toate titlurile de valoare în aceeași clasă și este legată de capitalul total-sistem de piață și, prin urmare, nu poate fi eliminat prin diversificare. Numit, de asemenea, riscul de piață. (2) riscul nesistematic este orice risc care nu este legată de piață. De asemenea, numit risc specific sau diversifiabil.
7. Riscul de incendiu este produsul dintre probabilitatea inițierii unui incendiu într-o situație tehnică dată și importanța estimată a pagubelor produse de incendiu[5].
8. Locul de muncă: Este rezultatul probabilității unei întâmplări periculoase. De exemplu, riscul de a dezvolta cancer este estimat ca probabilitatea incrementală de a dezvolta cancer de-a lungul vietii ca urmare a expunerii la potențiali cancerigeni.

Tipuri de riscuri în situații de urgență
Tipuri de riscuri în situații de urgență sunt cazuri de forță majoră determinate de incendii, cutremure, inundații, accidente, explozii, avarii, alunecări sau prăbușiri de teren, îmbolnăviri în masa, prăbușiri ale unor construcții, instalații ori amenajări, eșuarea sau scufundarea unor nave, căderi de obiecte din atmosfera ori din cosmos, tornade, avalanșe, eșecul serviciilor de utilități publice și alte calamitați naturale, etc..

### Organizația Internațională pentru Standardizare
Organizația Internațională pentru Standardizare (OISS) a publicat documentul ISO 31000 (2009) / Ghidul ISO 73:2002 a cărui definiție a riscului este „efectul incertitudinii asupra obiectivelor.” În această definiție, incertitudinea include întâmplări (care pot să aibă sau să nu aibă loc) și incertitudinile cauzate de ambiguitatea sau lipsa de informațiilor. Acesta include și efecte negative și efecte pozitive asupra obiectivelor. 
Există multe definiții ale riscului în uzul colocvial, dar această definiție a fost dezvoltată de către un comitet internațional, reprezentând peste 30 de țări, și se bazează pe contribuțiile a câtorva mii de experți în materie.

### Altele
Abordarea gestionării riscului variază de la domeniu la domeniu, de exemplu, „Riscul este submulțimea  indezirabilă al unei mulțimi de rezultate incerte.” (Cornelius Keating).
Riscul poate fi văzut ca referitoare la probabilitatea unor evenimente viitoare incerte. De exemplu, în conformitate cu factor de analiză a informațiilor de risc, riscul este: probabile frecvența și magnitudinea probabilă de pierderi viitoare. În informatică această definiție este utilizată de către The Open Group.
OHSAS (Sănătate Ocupațională Și Siguranță Servicii de Consultanță) definește riscul ca fiind combinația dintre probabilitatea unui pericol care rezultă într-un eveniment advers, și gravitatea evenimentului.
În securitatea informațiilor, riscul este definit ca „posibilitatea ca o anumită amenințare să exploateze vulnerabilități de un activ sau grup de active și, prin urmare, provoca pericol pentru organizație”.
Riscul financiar este adesea definit ca variabilitatea imprevizibilă sau volatilității de a se întoarce, și aceasta ar include atât potențialul de mai-mult-așteptat și mai rău-decât-așteptat a se întoarce. Referințe negative de risc de mai jos ar trebui să fie citit ca și aplică, de asemenea, un impact pozitiv sau oportunitate (de exemplu, pentru "pierderea" citit "de pierdere sau câștig") cu excepția cazului în care contextul se opune acestei interpretări.
Termenii "amenințare" și "hazard" sunt adesea folosite pentru a însemna ceva care ar putea provoca daune.

## Domenii conexe
Riscul este omniprezent în toate domeniile vieții și gestionarea riscurilor este ceva ce trebuie să facem cu toții, indiferent dacă gestionăm o organizație importantă sau pur și simplu traversăm. Atunci când descrie risc cu toate acestea, este convenabil să ia în considerare acest risc practicieni operează în anumite arii de practica.

### Riscul Ergonomic
Riscurile ergonomice pot fi manifestat în mai mici venituri sau cheltuieli mai mari decât era de așteptat. Cauzele pot fi multe, de exemplu, majorarea prețului la materii prime, la expirarea termenelor pentru construirea unui nou operare facilitate, întreruperi în procesul de producție, apariția unui concurent serios pe piata, pierderea personalului cheie, schimbarea unui regim politic, sau de dezastre naturale.

### Sănătate
Riscuri în sănătatea personală poate fi redus prin prevenirea primară acțiuni care reduce începutul cauze de boala sau de prevenție secundară de acțiuni după ce o persoană are în mod clar măsurate semne clinice sau simptome recunoscute ca factori de risc. Terțiar de prevenire a reduce impactul negativ al unui stabilit deja bolii prin restabilirea funcției și reducerea bolilor legate de complicații. Etice în practica medicală necesită o discuție atentă a factorilor de risc cu pacienții individuali să obțină consimțământul informat pentru prevenirea secundară și terțiară eforturile, întrucât eforturile de sănătate publică în prevenirea primară necesită educație din întreaga populație la risc. În fiecare caz, atent comunicare despre factorii de risc, rezultate probabile și certitudine trebuie să se facă distincția între evenimente cauzale care trebuie să fie scăzut și asociate evenimente care pot fi doar consecințe mai degrabă decât de cauze.
În epidemiologie, risc durata de viata a unui efect este incidența cumulativă, de asemenea, numit incidența proporție de peste o viață întreagă.

### Sănătate, siguranță și medium
Din punct de vedere al sanatatii si de management al siguranței, termenul "risc" poate fi definit ca fiind consecința cea mai probabilă de un hazard, combinat cu riscul sau probabilitatea de a se produce.
Sănătate, securitate și mediu (HSE) sunt separate de arii de practica; cu toate acestea, ele sunt adesea legate. Motivul pentru acest lucru este de obicei de-a face cu organizaționale a structurilor de management; cu toate acestea, există legături puternice între aceste discipline. Una dintre cele mai puternice legături între acestea este că un singur eveniment de risc ar putea avea un impact în toate cele trei domenii, deși pe diferite intervale de timp. De exemplu, eliberarea necontrolată de radiații sau substanțe chimice toxice pot fi imediate, pe termen scurt siguranță consecințe, mai îndelungată a sănătății, și mult mai mult pe termen lung asupra mediului. Evenimente precum cel de la Cernobîl, de exemplu, a provocat decese imediate și pe termen lung, numărul de decese din cazurile de cancer, și a lăsat un impact de durată asupra mediului ceea ce duce la malformatii congenitale, impactul asupra faunei, etc.
De-a lungul timpului, o formă de analiză a riscurilor numit de mediu analiza riscurilor s-a dezvoltat. De mediu analiza de risc este un domeniu de studiu care încearcă să înțeleagă evenimentele și activitățile care aduc un risc pentru sănătatea umană sau pentru mediu.
Pentru sănătatea umană și mediu de risc este probabilitatea unui rezultat negativ (a se Vedea rezultatul negativ cale). Ca atare, riscul este o funcție de pericol și expunere. Pericol este intrinsecă pericol sau prejudiciu care este reprezentat, de exemplu, toxicitatea unui compus chimic. Expunerea este probabil contactul cu acel pericol. Prin urmare, riscul de nici o substanță foarte periculoasă se apropie de zero ca expunerea se apropie de zero, dat de o persoană (sau alt organism) biologică, activități și locația (a se Vedea exposome). un Alt exemplu de riscuri pentru sănătate sunt atunci când anumite comportamente, cum ar fi riscant comportamente sexuale, crește riscul de a contracta HIV.

### Aspectele sociale ale riscului
Individuale de percepție a riscului și asumarea riscului poate fi, de asemenea, influențată de factorii sociali. Un studiu folosind reprezentant de date de uz casnic în SUA, Italia și Austria găsește dovezi că riscul de a lua niveluri pot fi influențate de mediul social imediat și de bunăstare a regimului de un stat (de exemplu, diferite rețele de sprijin). De asemenea, studiul constată că acești factori pot interacționa.

### Tehnologia informațiilor și securitatea informațiilor
Riscul tehnologiei informației sau risc IT, risc caracteristic IT, se referă la riscurile asociate tehnologiei informației. Acest termen relativ nou a fost dezvoltat ca urmare a conștientizării faptului că securitatea informațiilor este pur și simplu un aspect de o multitudine de riscuri care sunt relevante pentru IT și lumea reală a proceselor pe care le susține.

Creșterea dependențelor societății moderne pe informații și rețele de calculatoare (atât în sectoarele privat și public, inclusiv militare) a condus la crearea de noi termeni, cum ar fi de risc și războiul cibernetic.
Articol principal: Securitatea informației
Informații de securitate înseamnă protejarea informației și sistemelor informatice de accesul neautorizat, folosirea, dezvăluirea, întreruperea, modificarea, examinare, inspecție, de înregistrare sau de distrugere. de securitate a Informațiilor a crescut de practici și proceduri de securitate informatică.
De securitate a informațiilor a crescut la informații de asigurare (IA) adică este practica de gestionare a riscurilor legate de utilizarea, prelucrarea, stocarea și transmiterea de informații sau de date și sistemele și procesele utilizate pentru aceste scopuri. 
În timp ce concentrat predominant pe informație în formă digitală, gama completă de IA cuprinde nu numai digital, dar, de asemenea, analog sau a formei fizice. 
Informații de asigurare este interdisciplinară și atrage din mai multe domenii, inclusiv de contabilitate, fraudă examinare, știință medico-legale, știința de management, ingineria sistemelor, ingineria siguranțeiși criminologie, în plus față de informatica.
Deci, A riscului este strict axat pe calculator de securitate, în timp ce informațiile de securitate se extinde la riscurile legate de alte forme de informații (hârtie, microfilm). Informații de asigurare a riscurilor includ pe cele referitoare la coerența de informații de afaceri stocate în sistemele informatice și informațiile stocate prin alte mijloace și de afaceri relevante consecințe.

### Asigurări
De asigurare este un risc opțiune de tratament care implică împărțirea riscurilor. Acesta poate fi considerat ca o formă de contingente de capital și este înrudită cu achiziționarea de o opțiune în care cumpărătorul plătește o primă de mic pentru a fi protejat de un potențial mare pierdere.
Riscul de asigurare este de multe ori luate de către societățile de asigurare, care apoi să poarte o piscină de riscuri, inclusiv riscul de piață, riscul de credit, riscul operațional, riscul de rată a dobânzii, riscul de mortalitate, longevitate riscuri, etc.

### Afaceri și administrație
Mijloace de evaluare a riscului variază între profesii. Într-adevăr, se pot defini aceste profesii; de exemplu, un medic gestionează riscurile medicale, în timp ce un inginer civil gestionează riscul de eșec structurale. Un profesionist codul de etică este de obicei axat pe evaluarea și reducerea riscurilor (de profesionist pe partea de client, public, societate sau viata în general).
La locul de muncă, incidente și riscuri inerente există. Accidentale riscuri sunt cele care apar în mod natural în afaceri, dar nu fac parte din nucleul de afaceri. Riscurile inerente avea un efect negativ asupra profitului operațional al afacerii.

### În servicii umane
Experiența de mulți oameni care se bazează pe servicii umane pentru sprijin, este faptul că "risc" este adesea folosit ca un motiv pentru a le împiedica să mai câștige independența sau complet accesarea comunității, și că aceste servicii sunt de multe ori inutil de aversiune fata de risc. "Oamenii de autonomie folosit pentru a fi compromisă de către instituția pereți, acum e prea des nostru practicile de gestionare a riscurilor", potrivit lui John O ' brien. Michael Fischer și Ewan Ferlie (2013) contradicții între formale de control al riscurilor și rolul de factori subiectivi în servicii umane (cum ar fi rolul de emoții și ideologie) poate submina serviciu de valori, deci producerea de tensiuni și chiar greu de rezolvat și "încălzit" de conflict.

### Fiabilitate ridicată organizații (HROs)
O fiabilitate ridicată organizație (HRO) este o organizație care a reușit evitarea catastrofelor într-un mediu în accidente normală poate fi de așteptat din cauza factorilor de risc și complexitate. Cele mai multe studii de HROs implica domenii, cum ar fi portavioane nucleare, control al traficului aerian, industria aerospațială și de centralele nucleare. Organizații, cum ar fi acestea au în comun capacitatea de a în mod constant funcționa în condiții de siguranță în complexe, interconectate medii unde un singur eșec într-o singură componentă ar putea duce la o catastrofă. În esență, acestea sunt organizații care par să funcționeze în ciuda' de o gamă enormă de riscuri.
Unele din aceste industrii gestionarea riscurilor într-o extrem de cuantificat și enumerate. Acestea includ energia nucleară și aircraft industries, în cazul în care este posibil eșecul de o serie complexă de inginerie sisteme ar putea duce la extrem de rezultate nedorite. Măsura obișnuită de risc pentru o clasă de evenimente este atunci: R = probabilitatea evenimentului x severitatea consecință.
Riscul total este suma celor individuale de clasa a riscurilor; a se vedea mai jos.
În industria nucleară, consecința este adesea măsurată în termeni de off-ului radiologice de presă, iar acest lucru este de multe ori banded în cinci sau șase deceniu largă benzi.
Riscurile sunt evaluate folosind vina copac/eveniment copac tehnici (a se vedea tehnica de securitate). În cazul în care aceste riscuri sunt mici, ele sunt în mod normal considerate a fi "în general acceptabil". Un nivel mai ridicat de risc (de obicei până la 10 la 100 de ori ceea ce este considerat în general acceptabil) trebuie să fie justificată împotriva costurilor de reducerea în continuare a acesteia și posibilele beneficii care face tolerabil—aceste riscuri sunt descrise ca "Tolerabil dacă ALARP". Riscuri dincolo de acest nivel sunt clasificate drept "intolerabil".
Nivelul de risc considerat în general acceptabil a fost considerat de către organismele de reglementare din diferite țări—o încercare de guvernul britanic de reglementare și academice F. R. Farmer folosit exemplul de deal-de mers pe jos și alte activități similare, care au definit riscurile pe care oamenii par să-și găsească acceptabil. Acest lucru a dus în așa-numita Fermier Curba de acceptabil probabilitatea unui eveniment față de consecințele acesteia.
Tehnica ca un întreg este de obicei menționată ca probabilistice de evaluare a riscului (PRA) (sau probabilistice de evaluare a siguranței, PSA). Vezi SPĂLAȚI-1400 pentru un exemplu al acestei abordări.

### Finanțe
În finanțe, riscul este o posibilitatea ca rentabilitatea unei investiție va fi diferită de cea așteptată, și, de asemenea, ia în considerare dimensiunea de diferenta. Aceasta include posibilitatea de a pierde o parte sau toată investiția inițială. Damodaran a susținut din acest motiv că riscul include numai riscurile dezavantajoase, dar, de asemenea, cele avantajoase (venituri care să depășească așteptările). Unii consideră că abaterea standard a rentabilității istorice sau media rentabilității furnizează o reprezentare istorică a risc (de văzut Teoria modernă a portofoliilor). Riscul financiar poate depinde de piață, determinate de numerosi factori, sau operațional, care rezultă din comportamentul fraudulos (de exemplu, Bernard Madoff). Studii recente sugerează că nivelurile endocrine pot juca un rol în asumarea de riscuri financiare în procesul decizional.
O noțiune fundamentală în finanțe este relația dintre risc și rentabilitate (a se vedea Teoria moderna a portofoliului). Cu cât investitorul caută o rentabilitate mai mare, cu atât este mai mare riscul pe care și-l asumă, în general. O piață liberă reflectă acest principiu în stabilirea prețului unui activ: cerere puternică pentru un mediu mai sigur instrument de unități prețul său mai mare (și returnarea acestuia în mod corespunzător mai mică), în timp ce cererea slabă pentru o mai riscante instrumente unități prețul său mai mic (și potențialul acestuia de a reveni, astfel, mai mare). De exemplu, o legătură de Trezorerie este considerat a fi unul dintre cele mai sigure investiții. În comparație cu o investiție sau speculative calitate corporative, obligațiuni, bonuri de Trezorerie și obligațiuni randament mai mici rate de rentabilitate. Motivul pentru aceasta este faptul că o corporație este mult mai probabil să implicit pe datorie decât guvernul SUA. Pentru că riscul de a investi în obligațiuni corporative este mai mare, investitorii sunt oferite, în consecință, o rată mai mare de rentabilitate.
O reprezentare cunoscută a riscului este o valoare-la-risc (VaR „value at risk”). Există diferite tipuri de VaR: VaR pe termen lung, VaR marginal, factor de VaR și VaR șoc. Acesta din urmă este utilizat în măsurarea riscului în piață în extreme condiții de stres.
În finanțe, riscul nu are o definiție unică. Artzner et al. scrie "facem apel riscul investitorului viitor în valoare de net". În Novak  "riscul este posibilitatea ca un eveniment nedorit".
În piețele financiare, unul ar putea avea nevoie pentru a măsura riscul de credit, informații de sincronizare și sursa de risc, probabilitatea riscul de model, riscul operațional și riscul juridic dacă există reglementare sau civile acțiunile întreprinse ca urmare a "investitorului regret".
Odată cu apariția de automatizare de pe piețele financiare, conceptul de "timp real de risc" a câștigat o mulțime de atenție. Aldridge și Krawciw definesc timp real riscul ca probabilitatea de instantanee sau în apropierea-pierderea instantanee, și poate fi din cauza la flash accidente, alte crize de piață, activități rău intenționate de către selectat participanții de pe piață și alte evenimente. Un bine-citată exemplu în timp real de risc a fost în valoare de 440 de milioane de pierderi suportate în termen de 30 de minute de Knight Capital Group (KCG) pe 1 august 2012; vinovatul a fost un prost-testat fugar algoritm implementat de firma. Autoritățile de reglementare au început să observe în timp real de risc, precum și. Basel III necesită timp real cadrului de gestionare a riscurilor pentru banca de stabilitate.
Nu este întotdeauna evident dacă instrumentele financiare sunt "hedging" (cumpărare/vânzare a unui instrument financiar special pentru a reduce sau a anula riscul într-un alt investiții) sau "speculații" (creșterea măsurabilă a riscurilor și expune investitorul la pierderi catastrofale în căutarea de foarte înaltă excepționale care cresc valoarea așteptată).
Unele persoane pot fi "încercarea de risc", adică funcția de utilitatemodelului doua derivată este pozitivă. Astfel o persoană de bună voie plătește o primă pentru a-și asume riscul (de exemplu, cumpără un bilet de loterie).

### Audit financiar
De audit financiar model de risc exprimă riscul de un auditor oferind o nepotrivite opinia (sau denaturări semnificative) de o entitate comercială situațiilor financiare. Acesta poate fi analitic exprimat ca 
{\displaystyle }
în cazul în care AR este riscul de audit, IR este riscul inerent, CR este riscul de control si DR este detectarea riscurilor.
Notă: conform definiției, riscul de audit nu ia în considerare impactul de un auditor inexactitate și așa este declarat ca o simplă probabilitate. Impactul acestora, trebuie să fie luate în considerare atunci când determină un nivel acceptabil riscul de audit.

### Securitate
Managementul riscului de securitate implică protecția unor bunuri de prejudiciul cauzat prin acte deliberate. O definiție mai detaliată: "Un risc de securitate este orice eveniment care ar putea duce la compromisul de organizare active și anume utilizarea neautorizată, pierderi, daune, divulgarea sau modificare de organizare active pentru profit, de interes personal sau interesele politice de indivizi, grupuri sau alte entități, constituie un compromis al activului, și include riscul de rănire a persoanelor. Compromis de organizare active pot afecta negativ întreprinderii, unitățile sale de afaceri și clienții lor. Ca atare, luarea în considerare a riscului de securitate este o componentă vitală a managementului de risc."

### Factorii umani
Una dintre zonele de cultură de interes în managementul riscului este domeniul factorilor umani în cazul în care comportamentală și psihologie organizațională stau la baza noastră de înțelegere a riscurilor pe bază de decizii. Acest domeniu consideră întrebări precum "cum putem face pe bază de risc decizii?", "de ce suntem irațional mai frică de rechini și teroriști decât noi de autovehicule și medicamente?"
În teoria deciziei, regret (și de anticipare a regreta) pot juca un rol important în luarea deciziilor, distinctă de aversiune față de risc (preferând status quo-ul în cazul în care unul devine mai rău).
Încadrare este o problemă fundamentală cu toate formele de evaluare a riscurilor. În special, pentru că de raționalitate limitată (creierul nostru ia supraîncărcat, așa că am să ia scurtături mentale), riscul de evenimente extreme este redus deoarece probabilitatea este prea mic pentru a evalua în mod intuitiv. Ca un exemplu, una dintre principalele cauze de deces este de accidente rutiere cauzate de beat de conducere – în parte pentru că orice șofer cadre problema în mare măsură sau total ignorând riscul unei grave sau accident fatal.
De exemplu, o extrem de deranjant eveniment (un atac prin deturnare, sau hazardul moral) poate fi ignorat în analiza în ciuda faptului că a avut loc și are o probabilitate diferită de zero. Sau, un eveniment care toată lumea este de acord este inevitabilă poate fi exclus din analiză din cauza lăcomiei sau refuzul de a admite că acesta este considerat a fi inevitabilă. Aceste omului tendințe de eroare și iluzie afecta de multe ori chiar și cele mai riguroase aplicații ale metodei științifice și sunt o preocupare majoră a filosofiei științei.
Toate luare a deciziilor în condiții de incertitudine trebuie să ia în considerare cognitive părtinire, prejudecată culturală, și notare prejudecată: Nu există un grup de oameni de evaluare a riscului este imun la "gândirea de grup": acceptarea de evident răspunsuri greșite pur și simplu pentru că este dureros din punct de vedere social să nu fie de acord, în cazul în care există conflicte de interese.
Încadrarea implică alte informații care afectează rezultatul de o decizie riscantă. Dreptul de a cortexului prefrontal a fost dovedit a avea o perspectivă mai globală în timp ce mai mare prefrontal stâng activitate se referă la locale sau focale de prelucrare.
De la Teoria Permeabil Module McElroy și Seta propus ca acestea ar putea previzibil modifica încadrarea efect de selectiv manipularea regionale prefrontal activitate cu degetul atingând sau mono ascultare. rezultatul A fost cum era de așteptat. La dreapta, atingând sau ascultare a avut ca efect îngustarea atenției astfel că rama a fost ignorat. Acesta este un mod practic de a manipula regionale de activare corticală a afecta deciziile riscante, mai ales pentru că regia de transvazare sau de a asculta este foarte usor de facut.

### Psihologia riscului
O creștere în zona de cercetare a fost de a examina diverse aspecte psihologice ale riscului. Cercetatorii de obicei rula randomizat experimente cu un tratament și un grup de control pentru a determina efectul diferitelor factori psihologici care pot fi asociate cu un risc asumat. Astfel, pozitiv și feedback negativ despre trecut, asumarea riscurilor poate afecta viitorul asumarea riscului. Într-un experiment, oamenii care au condus să creadă că ei sunt foarte competente în luarea deciziilor văzut mai multe oportunități într-o alegere riscantă și a luat mai multe riscuri, în timp ce cei care au condus să creadă că ei nu au fost foarte competente văzut mai multe amenințări și a luat mai puține riscuri.

### Întreținere
Conceptul de întreținere bazat pe risc este o formă avansată de reliability centered maintenance. În caz de industria chimică, în afară de probabilitatea de eșec, consecințele eșecului este, de asemenea, foarte important. Prin urmare, selecția de întreținere politici ar trebui să fie bazată pe risc, în loc de fiabilitate. Risc de întreținere bazat pe metodologia acționează ca un instrument pentru întreținere de planificare și de luare a deciziilor, pentru a reduce probabilitatea de eșec și consecințele sale. În funcție de risc de întreținere luare a deciziilor, de întreținere resurse pot fi utilizate în mod optim funcție de clasa de risc (ridicat, mediu sau scăzut) de echipamente sau mașini, pentru a realiza risc tolerabil criterii.

## Evaluarea și analiza riscurilor
De evaluare și gestionare a riscurilor este esențială în managementul securității, ambele sunt strâns legate. De securitate metode de evaluare ca CRAMM conțin module de evaluare a riscurilor ca o parte importantă a primei etape a metodologiei. Pe de altă parte, metodologiile de evaluare a riscurilor ca steven spielberg a evoluat pentru a deveni securitate metodologiile de evaluare.
Un standard ISO privind gestionarea riscului („Principii și linii directoare”) a fost publicat cu coddul ISO 31000 pe 13 noiembrie 2009.

### Analiza cantitativă
Există mai numeroase metode formale pentru a „măsura” riscul.
De multe ori probabilitatea ca un eveniment negativ este estimat prin utilizarea frecvența de ultimele evenimente similare. Probabilitatea de eșecuri rare poate fi dificil de estimat. Acest lucru face evaluarea riscurilor de dificil în industriile periculoase, de exemplu energia nucleară, în cazul în care frecvența de eșecuri este rară, în timp ce consecințe dăunătoare de eșec sunt severe.
Metodele statistice pot, de asemenea, necesită utilizarea funcției costurilor, care la rândul său poate impune calculul costului de pierderea unei vieți omenești. Aceasta este o problemă dificilă. O abordare este de a cere ceea ce oamenii sunt dispuși să plătească pentru a se asigura împotriva morții sau radiologice de presă (de exemplu, GBq de radio-iod),  dar ca răspunsurile depinde foarte mult de circumstanțele nu este clar că această abordare este eficientă.
Riscul este adesea măsurată ca valoare așteptată de un rezultat nedorit. Aceasta combină probabilitățile diferitelor evenimente posibile și evaluarea corespunzătoare a afecta într-o singură valoare. A se vedea, de asemenea, utilitatea așteptată. Cel mai simplu caz este un binar posibilitatea de Accident sau un accident. Asociate formula pentru calcularea riscului este atunci:
{\displaystyle {\text{R}}=({\text{probabilitatea întâmplării de a avea loc}})\times ({\text{pierderea așteptată în cazul întâmplării}})}
De exemplu, în cazul în care desfășoară activitate X are o probabilitate de 0,01 de care suferă un accident de O, cu o pierdere de 1000, atunci riscul total este o pierdere de 10, produs de 0,01 și 1000.
Situații sunt, uneori, mult mai complex decât simpla binar posibilitatea de caz. Într-o situație cu mai multe posibile accidente, riscul total este suma riscurilor pentru fiecare accident, cu condiția ca rezultatele sunt comparabile:
{\displaystyle {\text{R}}=\sum _{\text{Toate cazurile}}({\text{probabilitatea întâmplării}})\times ({\text{pierderea așteptată în cazul întâmplării}})}
De exemplu, în cazul în care desfășoară activitate X are o probabilitate de 0,01 de care suferă un accident de O, cu o pierdere de 1000, și o probabilitate de 0.000001 de care suferă un accident de tip B, cu o pierdere de 2.000.000, apoi pierderea totala estimata este de 12, ceea ce este egal cu o pierdere de 10 de la un accident de tip O și 2 dintr-un accident de tip B.
Unul dintre cele mai importante utilizări ale acestui concept a fost pentru planificarea Delta Funcționează în 1953, un potop programul de protecție în țările de Jos, cu ajutorul matematicianul David van Dantzig. un fel de analiza de risc pionier acolo a devenit astăzi comună în domenii cum ar fi energia nucleară, industria aerospațială și industria chimică.
În statistică, teoria deciziei, funcția de risc este definit ca valoarea așteptată de o anumită pierdere în funcție de în funcție de regula de decizie utilizate pentru a lua decizii în fața incertitudinii.

### Frica drept evaluare intuitivă a riscurilor
Oamenii se pot baza pe frică și ezitare să-i țină departe de cel mai profund circumstanțe necunoscute. Frica este un răspuns la un pericol perceput. Riscul ar putea fi spus să fie modul în care ne colectiv măsură și să împărtășească acest "adevărat frică"—o fuziune de rațională îndoială, teamă irațională, și un set de necuantificate distorsiunile din propria noastră experiență.
Domeniul finanțe comportamentale se concentrează asupra omului aversiunea față de risc, asimetrice regret, și alte moduri în care omului financiare comportamentul variază de la ceea ce analiștii numesc "rațională". Riscul în acest caz este gradul de incertitudine asociat cu o întoarcere pe un activ. Recunoscând și respectând iraționale influențe asupra omului decizional poate face mai mult pentru reducerea dezastrelor provocate de naiv evaluări de risc care presupun raționalitate, dar de fapt doar siguranțe multe comune prejudecăți.

## Anxietate, risc și luarea deciziilor

### Frica, anxietatea și riscul
În conformitate cu un set de definiții, frica este o emoție trecătoare atribuite unui anumit obiect, în timp ce anxietatea este o trăsătură de frica (asta se refera la "anxietatea ca trăsătură", spre deosebire de cum termenul de "anxietate" este folosit în general), care durează mai mult și nu este atribuită unui stimul specific (aceste definiții nu sunt utilizate de către toți autorii citați de pe această pagină). Unele studii arată o legătură între comportamentul anxios și risc (șansa ca un rezultat va avea un rezultat nefavorabil). Joseph Forgas introdus de valență bazate pe cercetare în cazul în care emoțiile sunt grupate, fie ca sunt pozitive sau negative (Lerner și Keltner, 2000). Emoții pozitive, cum ar fi fericirea, sunt considerate a fi mai optimiste evaluări de risc și emoții negative, precum furia, au pesimiste evaluări de risc. Ca o emoție cu un valența negativă, frica, și, prin urmare, anxietate, a fost mult timp asociat cu negativ percepția de risc. În cea mai recentă evaluare tendința cadrul lui Jennifer et al., care respinge Forgas' noțiunea de valență și promovează ideea că anumite emoții deosebite influente asupra hotărârilor judecătorești, frica este încă legat de așteptările pesimiste.
Psihologii au demonstrat că crește în anxietate și crește în percepția de risc sunt legate și oameni care sunt obișnuiți să de anxietate experiență această conștientizare de risc mai intens decât persoanele normale. În luarea deciziilor, anxietate promovează utilizarea de prejudecăți și de gândire rapidă pentru a evalua riscul. Acest lucru este menționat ca afecta-ca-informații potrivit Clore, 1983. Cu toate acestea, acuratețea acestor percepții de risc atunci când face alegeri nu este cunoscut.

### Consecințele de anxietății
Studiile experimentale arată că scurtă valuri în anxietate sunt corelate cu valuri, în general, percepția de risc. de Anxietate există atunci când prezența amenințarea este percepută (Maner si Schmidt, 2006). Ca percepția de risc crește, rămâne referitoare la anumite surse cu impact asupra starea de spirit se schimba spre deosebire de raspandire a neafiliați factori de risc. Acest lucru a crescut gradul de conștientizare de o amenințare este semnificativ mai accentuat la persoanele care sunt condiționate de anxietate. De exemplu, indivizii cu anxietate care sunt predispusi la generarea de motive pentru rezultatele negative au tendința de a expune pesimism. de Asemenea, datele sugerează că percepția lipsei de control și o mai mică înclinație de a participa în riscant de luare a deciziilor (în diferite comportamentale circumstanțe) este asociat cu persoane care se confrunta cu niveluri relativ ridicate ale anxietății ca trăsătură. În instanță anterioară, există sprijinirea cercetării clinice care leagă emoțional de evaluare (de control), anxietate, care este simțit și opțiunea de evitare a riscului.
Există diferite puncte de vedere prezentate ca anxietate/teamă emoțiile provoca oamenii să acceseze răspunsuri involuntare și judecăți atunci când iau decizii care implică risc. Joshua A. Hemmerich et al. sonde mai adânc în anxietate și impactul său în alegeri, prin explorarea "riscul-ca-sentimente", care sunt rapide, automate, și reacții naturale la pericol, care sunt bazate pe emoții. Această noțiune este susținută de un experiment care se angajează medici într-un simulat periculoasă procedura chirurgicala. S-a demonstrat că o cantitate măsurabilă a participanților anxietate cu privire la rezultatele pacient a fost legată de anii precedenți (experimental creat) regret și vă faceți griji și în cele din urmă a cauzat medici pentru a fi condus de sentimentele lor față de orice informații sau orientările furnizate în timpul bate joc de chirurgie. În plus, lor emotional, ajustate de-a lungul cu cele simulate starea pacientului, sugerează că nivelul de anxietate și decizia respectivă a făcut sunt corelate cu tipul de rezultat rău că s-a resimțit în prima parte a experimentului. în mod Similar, un alt punct de vedere de anxietate și de luare a deciziilor este dispoziționale de anxietate în cazul în care stările emoționale, sau starea de spirit, sunt cognitive și a oferi informații despre capcanele viitoare și recompense (Maner si Schmidt, 2006). Atunci când se confruntă cu anxietate, persoane fizice trage de personal hotărârilor menționate la fel de pesimist rezultatul aprecieri. Aceste emoții promova distorsiunile de evitare a riscurilor și de a promova toleranța la risc în luarea deciziilor.

### Teama de risc
Aceasta este comun pentru oameni să se teamă unele riscuri, dar nu altele: Ele tind să fie foarte frică de boli epidemice, centralei nucleare de eșecuri și accidente de avion, dar sunt relativ indiferentă la unele extrem de frecvente și de moarte evenimente, cum ar fi accidente de trafic, accidente casnice, și a erorilor medicale. O diferență majoră de riscuri îngrozitoare pare a fi potențialul lor de consecințe catastrofale, în pericol de a ucide un număr mare de oameni într-o perioadă scurtă de timp. De exemplu, imediat după atacurile din 11 septembrie, mulți Americani au fost frică să zboare și-a luat mașina, în schimb, o decizie care a condus la o creștere semnificativă a numărului de accidente mortale în perioada de după 9/11 eveniment în comparație cu aceeași perioadă de timp înainte de atacuri.
Diferite ipoteze au fost propuse pentru a explica de ce oamenii se tem de groază riscuri. În primul rând, paradigma psihometrică sugerează că o mare lipsă de control, de mare potențial catastrofale, și consecințe grave cont de riscul crescut de percepție și de anxietate asociată cu teama de riscuri. Al doilea, pentru că oamenii estima frecvența de risc, reamintind cazuri de apariția acesteia din cercul lor social sau mass-media, se poate renunța relativ rare, dar dramatic riscurile din cauza lor overpresence și subevalueze frecvente, mai puțin dramatic riscurile. a Treia, în funcție de nivelul de pregătire ipoteza, oamenii sunt predispuse să se teamă de evenimente care au fost deosebit de amenințătoare pentru supraviețuire în istoria evoluției umane. Având în vedere că în cele mai multe din istoria evoluției umane, oamenii au trăit în relativ grupuri mici, rareori depășind 100 de oameni, o groază de risc, care ucide mai multe persoane la o dată, ar putea distruge un grup. Într-adevăr, de cercetare a constatat că oamenii se tem de vârfuri pentru riscuri uciderea a aproximativ 100 de persoane, dar nu crește în cazul în grupuri mai mari sunt uciși. În al patrulea rând, temându-se de groază riscurile pot fi un punct de vedere ecologic rațională strategie. în Afară de uciderea unui număr mare de persoane la un singur punct în timp, de teama riscurilor de a reduce numărul de copii și de tineri adulți care ar putea fi produs urmași. În consecință, oamenii sunt mai preocupați de riscurile de uciderea mai tineri, și, prin urmare, mai fertil, grupuri.

### Anxietate și acuratețea judecății
Relația între nivelele superioare de percepție a riscului și a "judeca precizie" în cazul persoanelor cu anxietate rămâne neclar (Joseph I. Constans, 2001). Acolo este o șansă că "judeca precizia" este corelat cu un nivel crescut de anxietate. Constans a efectuat un studiu pentru a examina cum vă faceți griji cu tendința (și starea de spirit actuală și anxietatea ca trăsătură) ar putea influența student estimarea performanței lor la un examen viitoare, iar studiul a constatat că vă faceți griji cu predilecție a prezis subiective risc de polarizare (erori în evaluarea riscurilor), chiar și după varianța atribuită starea de spirit actuală și anxietatea ca trăsătură a fost eliminat. un Alt experiment sugerează că anxietatea ca trăsătură este asociat cu pesimiste evaluări de risc (sporit percepțiile legate de probabilitatea și gradul de suferință asociată cu o experiență negativă), în timp ce controlul de depresie.

## Alte considerente

### Risc și incertitudine
În lucrarea sa proeminentă Risc, Incertitudine și Profit, Frank Knight (1921) a stabilit distincția dintre risc și incertitudine.
Incertitudinea trebuie considerată un concept distinct radical de noțiunea familiară de risc, de care nu a fost niciodată separată corect.  The term "risk," as loosely used in everyday speech and in economic discussion, really covers two things which, functionally at least, in their causal relations to the phenomena of economic organization, are categorically different. [...] Esențial, „riscul” înseamnă în unele cazuri o cantitate care poate fi măsurată, iar în alte cazuri ceva absolut diferit; și sunt diferențe cu impact vast și decisiv în relevanța fenomenelor în funcție de care dintre cele două este de fapt pertinent în fiecare moment [...] În concluzie va reieși că o incertitudine măsurabilă, sau un „risk” propriu-zis, așa cum vom folosi acest termen, este atât de diferită de o incertitudine nemăsurabilă cât să nu fie efectiv niciun fel de incertitudine. We ... accordingly restrict the term "uncertainty" to cases of the non-quantitive type.
Astfel, Knightian incertitudine este incomensurabil, nu este posibil să se calculeze, în timp ce în Knightian sens riscul este măsurabil.
O altă distincție între risc și incertitudine este propusă de Douglas Hubbard:
Incertitudine: lipsa de certitudine, care este, de existența a mai mult decât o posibilitate.  "Adevărat" rezultat/de stat/rezultat/valoare nu este cunoscută.
Măsurarea incertitudinii: Un set de probabilități atribuit un set de posibilități. Exemplu: "Acolo este o șansă de 60% pe această piață se va dubla în cinci ani"
Risc: O stare de incertitudine în cazul în care unele dintre posibilitățile implica o pierdere, o catastrofă sau alte urmări nedorite.
Măsurarea riscului: Un set de posibilități, fiecare cu cuantificate probabilități și cuantificate pierderile. Exemplu: "Există o 40% șanse propuse bine de ulei va fi uscat cu o pierdere de 12 milioane de dolari în foraj de explorare costurile".
În acest sens, ar fi fost de incertitudine fără risc, dar nu risc, fără incertitudine. Putem fi sigur cu privire la câștigătorul unui concurs, dar daca nu am o miză personală în ea, nu avem de risc. Dacă am paria pe rezultatul concursului, atunci avem un risc. În ambele cazuri, există mai mult de un rezultat. Măsura de incertitudine se referă numai la probabilitățile atribuite rezultate, în timp ce măsura de risc necesită atât probabilitatea de rezultate și pierderile cuantificate pentru rezultate.

### Riscul atitudine, apetitul și toleranța
Termenii de risc atitudine, apetitulși toleranța sunt adesea folosite în mod similar pentru a descrie o organizație sau individ atitudinea față de asumarea de riscuri. Atitudinea lui poate fi descris ca aversiune față de risc, neutru la risc, sau risc-seeking. Toleranța la risc se uită la acceptabil/inacceptabil abateri de la ceea ce este de așteptat. Apetitul pentru risc se uită la cât de mult risc este dispus să accepte. Acolo încă mai pot fi abateri care sunt într-un apetitul pentru risc. De exemplu, studii recente constată că persoanele fizice asigurate sunt semnificativ mai probabil să renunțe la deținerile de active riscante, ca răspuns la o scădere în sănătate, controlul pentru variabile precum venitul, vârsta, și out-of-buzunar cheltuielile medicale.
Jocurile de noroc este un risc-creșterea investițiilor, în care banii pe o parte este riscat pentru un posibil mare se întoarcă, dar cu posibilitatea de a pierde totul. Achiziționarea unui bilet de loterie este un foarte riscante de investiții cu o sansa mare de a nu reveni și o șansă mică de un randament ridicat. În contrast, pune banii într-o bancă la o anumită rată a dobânzii este o aversiune la risc acțiune care dă un randament garantat de un câștig mic și exclude alte investiții cu eventual câștig mai mare. Posibilitatea de a obține nici randamentul unei investiții este, de asemenea, cunoscut sub numele de rata de ruina.

### Riscul ca o cantitate vectorială
Hubbard, de asemenea, susține că definirea riscurilor, ca produsul dintre impact și probabilitate presupune, nerealist, că factorii de decizie sunt neutre la risc. Un neutre la risc, persoane de utilitate este proporțională cu valoarea așteptată de plata. De exemplu, un risc-persoane neutre-ar lua în considerare 20% sansa de a castiga 1 milion de dolari exact cum a dorit ca obtinerea unui anumit 200.000 de dolari. Cu toate acestea, cele mai multe factorii de decizie nu sunt de fapt neutre la risc și nu ar lua în considerare aceste echivalente alegeri. Acest lucru a dat naștere la teoria perspectivei și cumulative teoria perspectivei. Hubbard își propune să descriu în schimb riscul ca un vector cantitatea care distinge probabilitatea și magnitudinea un risc. Riscurile sunt pur și simplu descris ca un set sau o funcțieFormat:Vague posibile recompense (câștiguri sau pierderi) asociate probabilități. Această matrice este s-a prăbușit într-o valoare scalară în conformitate cu o decizie-maker toleranță la risc.

## Listă de cărți pertinente
Listă de cărți despre chestiuni legate de risc.
| Titlu | Autori                                                                             | An   |
| --- | ---------------------------------------------------------------------------------- | ---- |
| Acceptable Risk | Baruch Fischhoff, Sarah Lichtenstein, Paul Slovic, Steven L. Derby și Ralph Keeney | 1984 |
| Against the Gods: The Remarkable Story of Risk                                                                                                   | Peter L. Bernstein                                                                 | 1996 |
| At risk: Natural hazards, people's vulnerability and disasters                                                                                   | Piers Blaikie, Terry Cannon, Ian Davis și Ben Wisner                               | 1994 |
| Building Safer Communities. Risk Governance, Spatial Planning and Responses to Natural Hazards                                                   | Urbano Fra Paleo                                                                   | 2009 |
| Dangerous Earth: An introduction to geologic hazards                                                                                             | Barbara W. Murck, Brian J. Skinner, Stephen C. Porter                              | 1998 |
| Disasters and Democracy | Rutherford H. Platt                                                                | 1999 |
| Earth Shock: Hurricanes, volcanoes, earthquakes, tornadoes and other forces of nature                                                            | W. Andrew Robinson                                                                 | 1993 |
| Human System Response to Disaster: An Inventory of Sociological Findings                                                                         | Thomas E. Drabek                                                                   | 1986 |
| Judgment Under Uncertainty: heuristics and biases                                                                                                | Daniel Kahneman, Paul Slovic și Amos Tversky                                       | 1982 |
| Mapping Vulnerability: disasters, development, and people                                                                                        | Greg Bankoff, Georg Frerks și Dorothea Hilhorst                                    | 2004 |
| Man and Society in Calamity: The Effects of War, Revolution, Famine, Pestilence upon Human Mind, Behavior, Social Organization and Cultural Life | Pitirim Sorokin                                                                    | 1942 |
| Mitigation of Hazardous Comets and Asteroids | Michael J.S. Belton, Thomas H. Morgan, Nalin H. Samarasinha, Donald K. Yeomans     | 2005 |
| Natural Disaster Hotspots: a global risk analysis                                                                                                | Maxx Dilley                                                                        | 2005 |
| Natural Hazard Mitigation: Recasting disaster policy and planning                                                                                | David Godschalk, Timothy Beatley, Philip Berke, David Brower și Edward J. Kaiser   | 1999 |
| Natural Hazards: Earth’s processes as hazards, disasters, and catastrophes                                                                       | Edward A. Keller și Robert H. Blodgett                                             | 2006 |
| Normal Accidents. Living with high-risk technologies                                                                                             | Charles Perrow                                                                     | 1984 |
| Paying the Price: The status and role of insurance against natural disasters in the United States                                                | Howard Kunreuther, and Richard J. Roth                                             | 1998 |
| Planning for Earthquakes: Risks, politics, and policy                                                                                            | Philip R. Berke, and Timothy Beatley                                               | 1992 |
| Practical Project Risk Management: The ATOM Methodology                                                                                          | David Hillson and Peter Simon                                                      | 2012 |
| Reduction and Predictability of Natural Disasters                                                                                                | John B. Rundle, William Klein, Don L. Turcotte                                     | 1996 |
| Regions of Risk: A geographical introduction to disasters                                                                                        | Kenneth Hewitt                                                                     | 1997 |
| Risk Analysis: a quantitative guide | David Vose                                                                         | 2008 |
| Risk: An introduction (ISBN: 978-0-415-49089-4)                                                                                                  | Bernardus Ale                                                                      | 2009 |
| Risk and Culture: An essay on the selection of technical and environmental dangers                                                               | Mary Douglas, and Aaron Wildavsky                                                  | 1982 |
| Socially Responsible Engineering: Justice in Risk Management (ISBN: 978-0-471-78707-5)                                                           | Daniel A. Vallero, and P. Aarne Vesilind                                           | 2006 |
| Swimming with Crocodiles: The Culture of Extreme Drinking                                                                                        | Marjana Martinic and Fiona Measham (eds.)                                          | 2008 |
| The Challenger Launch Decision: Risky Technology, Culture and Deviance at NASA                                                                   | Diane Vaughan                                                                      | 1997 |
| The Environment as Hazard | Ian Burton, Robert Kates, and Gilbert F. White                                     | 1978 |
| The Social Amplification of Risk | Nick Pidgeon, Roger E. Kasperson, and Paul Slovic                                  | 2003 |
| What is a Disaster? New answers to old questions                                                                                                 | Ronald W. Perry, and Enrico Quarantelli                                            | 2005 |
| Floods: From Risk to Opportunity (IAHS Red Book Series)                                                                                          | Ali Chavoshian și Kuniyoshi Takeuchi                                               | 2013 |
| The Risk Factor: Why Every Organization Needs Big Bets, Bold Characters, and the Occasional Spectacular Failure                                  | Deborah Perry Piscione                                                             | 2014 |